# Tiền tệ Việt Nam thời Tiền Lê
Tiền tệ Việt Nam thời Tiền Lê phản ánh những vấn đề liên quan tới tiền tệ lưu thông vào thời nhà Tiền Lê (980-1009) trong lịch sử Việt Nam.

## Tiền trong đời sống kinh tế - xã hội
Sử liệu cũ của Việt Nam là Đại Việt sử ký toàn thư và Việt sử thông giám cương mục đều có nhắc đến việc tiền Thiên Phúc được đúc từ mùa xuân năm 984. Điều này cho thấy: thứ nhất, bốn năm đầu khi lên làm vua nhà Lê vẫn dùng tiền do nhà Đinh phát hành; thứ hai, tiền đã được sử dụng nhiều hơn. Do tiền trong nước không đủ nhu cầu sử dụng, một số đồng tiền nhà Đường cũ như Khai Nguyên và nhà Tống đương thời như Thuần Hóa, Tường Phù được lưu hành trong nước Đại Cồ Việt.
Khảo cổ học cho thấy Thiên Phúc trấn bảo có ba loạt đều có hình thù giống tiền của nhà Đinh. Một loạt mặt trước có bốn chữ Thiên Phúc trấn bảo và mặt sau có chữ Lê (họ của vua), một loạt mặt trước giống như loạt trên nhưng mặt sau lại không có chữ gì, và một loạt nữa mặt sau có chữ Lê nhưng mặt trước lại không có chữ gì.
Sử sách không nêu rõ tỷ lệ giá trị giữa những đồng tiền trong nước phát hành và tiền Trung Quốc ra sao. Tiền Thiên Phúc nhà Tiền Lê nặng 2,3-3,2 gram, còn các đồng tiền nhà Tống nặng khoảng 3,5 gram. Tại Khâm châu, việc mua bán của người Việt và người Tống bao gồm cả tiền đồng. Lê Văn Siêu cho rằng đây không chỉ là thị trường hàng hóa mà còn là thị trường tiền tệ mà hai bên trao đổi ngoại hối.

## Đồng tiền thời Tiền Lê
- Thiên Phúc trấn bảo

Đồng Thiên Phúc trấn bảo (mặt trước)

Đồng Thiên Phúc trấn bảo (mặt sau ghi chữ Lê)

Khi cai trị, Lê Hoàn đã dùng ba niên hiệu, song chỉ đúc duy nhất tiền Thiên Phúc trấn bảo, lấy tên theo niên hiệu đầu tiên. Các vua Tiền Lê sau không đúc tiền.
Khảo cổ học cho thấy Thiên Phúc trấn bảo có ba loạt đều có hình thù giống tiền của nhà Đinh. Một loạt mặt trước có bốn chữ Thiên Phúc trấn bảo và mặt sau có chữ Lê (họ của vua), một loạt mặt trước giống như loạt trên nhưng mặt sau lại không có chữ gì, và một loạt nữa mặt sau có chữ Lê nhưng mặt trước lại không có chữ gì. Sở dĩ có sự khác nhau như vậy có thể là vì trong quá trình đúc tiền, xưởng đúc đã ráp nhầm hai mặt của các khuôn đúc.